# Porta orientale (Delft)
La Porta Orientale, o in olandese Oostpoort è una porta medievale della città di Delft, nei Paesi Bassi.
Sorge nell'angolo orientale della città vecchia, allo sbocco del canale Oostende nel Rijn-Schie Kanaal; è l'unica porta rimasta delle cinque originali, e unica testimonianza delle difese medievali cittadine.
È Rijksmonument, "Monumento Nazionale" dal 1967.

## Storia e descrizione

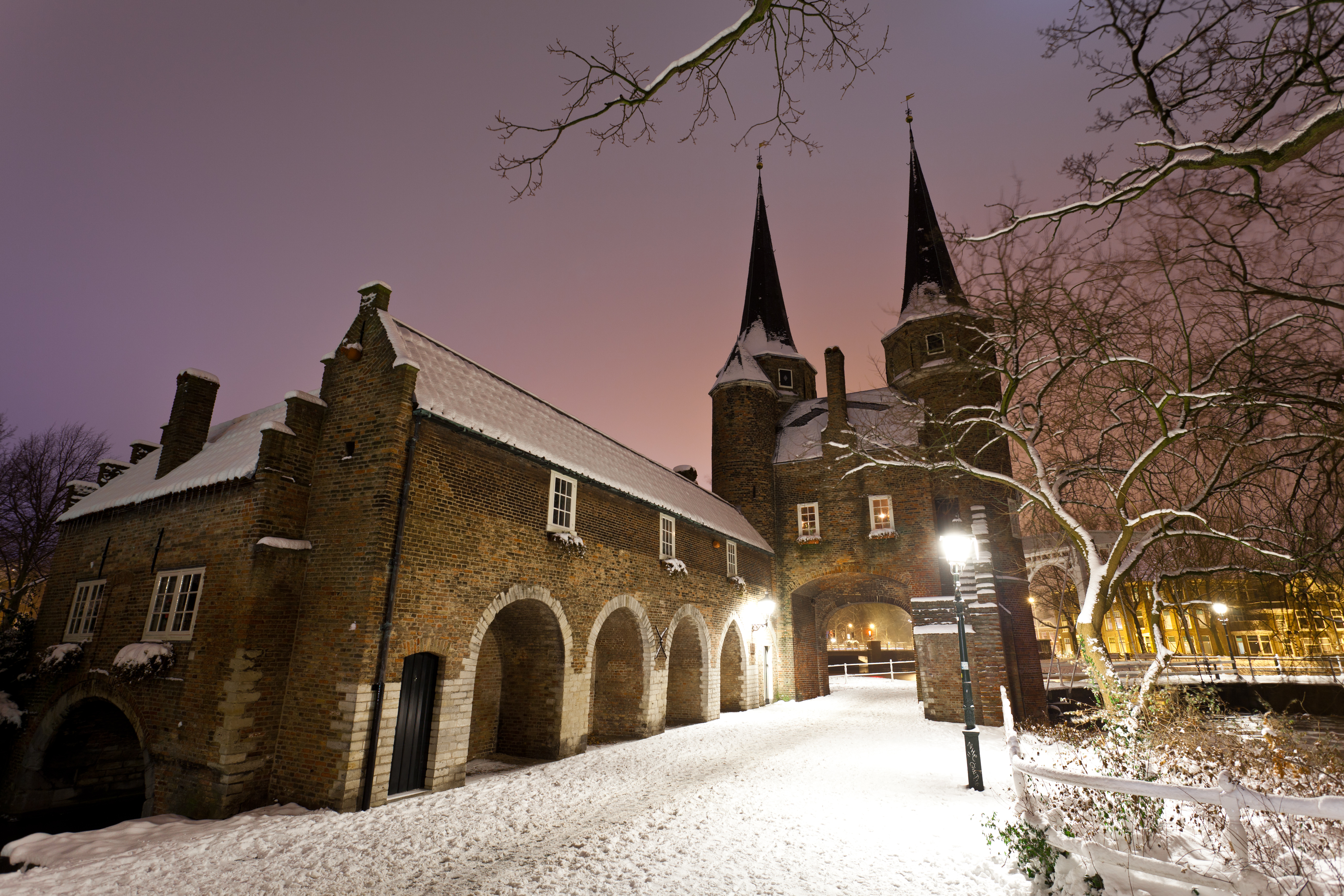
Veduta posteriore con l'accesso d'acqua.

La porta venne costruita intorno al 1400 sulle mura cittadine. Presenta un doppio accesso, uno via terra e uno via acqua, collegati dai resti della cinta muraria. L'accesso sull'acqua, più retrocesso, poteva essere chiuso da un cancello.
Si presenta con un corpo centrale quadrangolare aperto da un arco ribassato e inquadrato da due torri gemelle cilindriche. La parte superiore, ottagonale e terminante con le affilate guglie furono aggiunte fra il 1514 e il 1519.
Dal 1962 al 1964 il complesso venne accuratamente restaurato e dal 1988 è utilizzato come spazio espositivo di una galleria d'arte.